# 元気です
「元気です」（げんきです）は、吉田拓郎が1980年11月5日にリリースした20枚目のシングル。発売元はフォーライフ・レコード（現・フォーライフミュージックエンタテイメント）。

## 概要
宮崎美子が主演したTBS系ポーラテレビ小説『元気です!』の主題歌。
アルバム『アジアの片隅で』と同時発売された。
歌詞は4番まであり、それぞれ「春」「夏」「秋」「冬」のストーリーで構成されている。広島カープ元監督・達川光男も思い出の一曲として挙げている。
カップリング曲の「証明」は、1980年7月27日に行った日本武道館公演のライブ音源を収録されたもの。長い間アルバム未収録だったが、2011年に発売されたベスト・アルバム『ONLY YOU 〜since coming For Life〜 + Single Collection』にはじめて収録された。

## 収録曲
- 全作詞・作曲：吉田拓郎

Side:A
1. 元気です（5分38秒）
編曲：青山徹・大村雅朗

Side:B
1. 証明（3分48秒）

## 収録ディスク

### アルバム
元気です
- 『アジアの片隅で』(1980年)
- 『ONLY YOU 〜since coming For Life〜』(1981年)
- 『吉田拓郎ベスト60』(1985年)
- 『LIFE』(1995年)
  - ビル・シュネーによるリミックスが施されている。
- 『吉田拓郎 THE BEST PENNY LANE』(1999年)
- 『ONLY YOU 〜since coming For Life〜 + Single Collection』(2011年)
- 『From T』(2018年)

証明
- 『ONLY YOU 〜since coming For Life〜 + Single Collection』(2011年)

## カバー
証明
- ガガガSP（2002年、アルバム『卒業アルバム』収録）